# Michelle Snow
Donnette Jé-Michelle Snow (Pensacola, 20 marzo 1980) è un'ex cestista statunitense, professionista nella WNBA.

## Carriera
È stata selezionata dalle Houston Comets al primo giro del Draft WNBA 2002 (10ª scelta assoluta).

## Palmarès
- Campionessa NWBL (2003)
- Miglior rimblazista NWBL (2003)
- Migliore nella percentuale di tiro NWBL (2003)
- WNBA Most Improved Player (2003)